# Saint-Pierre-de-Chevillé
Saint-Pierre-de-Chevillé là một xã trong tỉnh Sarthe ở tây bắc nước Pháp. Xã này có diện tích 11,45 km2, dân số năm 2006 là 353 người.